# Vojkovice, Karlovy Vary
Vojkovice là một làng thuộc huyện Karlovy Vary, vùng Karlovarský, Cộng hòa Séc.